# Gloster Fancy
De Gloster is een van de kleinere soorten postuurkanaries en de bekendste doordat hij er gezond en apart uitziet. De Gloster Fancy, ook wel Gloster kanarie genoemd, is in te delen in twee groepen: de Gloster Consort en Gloster Corona. Dit staat voor Gladkop en Kuif.

## Categorie
Glosters behoren tot de categorie postuurkanarie van de vogelsoort kanarie. Deze vogels worden op tentoonstellingen beoordeeld op hun uiterlijk en hoe dicht ze het 'ideale plaatje' benaderen.

## Beschrijving
De Gloster is een van de nieuwere rassen postuurkanaries, waarvan de eerste kuifvogel werd tentoongesteld in 1925. Van oorsprong komen vele postuurkanaries uit Engeland, zo ook dit ras. De Gloster Fancy vindt zijn oorsprong in Cheltenham in het Engelse graafschap Gloucester. Een standaardgrootte bestaat eigenlijk niet in Engeland; er werd gestreefd naar een miniatuurvorm. De grootte die meestal daarvoor wordt aangehouden in Engeland is 4.5 inch, bij ons voorgeschreven als 11,5 cm.
Natuurlijk is niet alleen de grootte bepalend voor de beoordeling maar het is wel een belangrijk begin, het voornaamste beoordelingskenmerk is de vorm. Vanwege de miniatuurvorm moet het lichaam kort en gedrongen zijn. Kort en breed beginnend vanaf de hals en daarbij een gedrongen lichaamsuitdrukking. De rug van de Gloster is breed, net als de borst. Deze moet mooi zijn afgerond met zachte rondingen die ook in de flanken tot de onderbuik aanwezig zijn. Er mogen nergens uitstekende veren te zien zijn, de vleugels moeten op de rug tegen elkaar aanliggen zonder overkruising of ruimte ertussen. Verder een smalle korte staart en korte pootjes die mooi gebogen zijn en het dier dus niet hoog op de poten staat zodat de dwergvorm in alle onderdelen tot zijn uiting komt.

## Gloster Consort

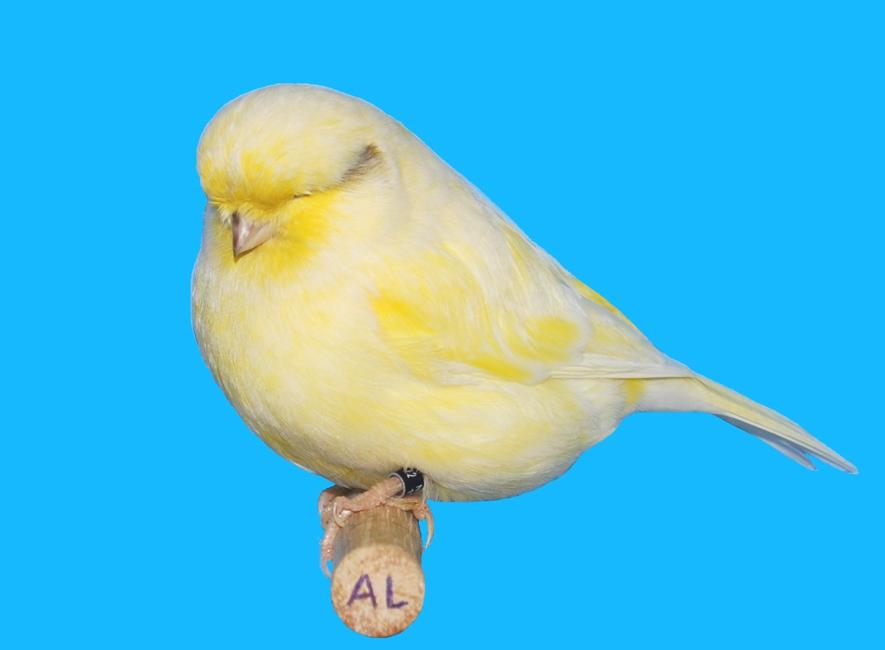
Gloster Consort

De Gloster Consort is een van de bekendste soorten en makkelijker goed te kweken omdat deze een normale kop heeft.

## Gloster Corona

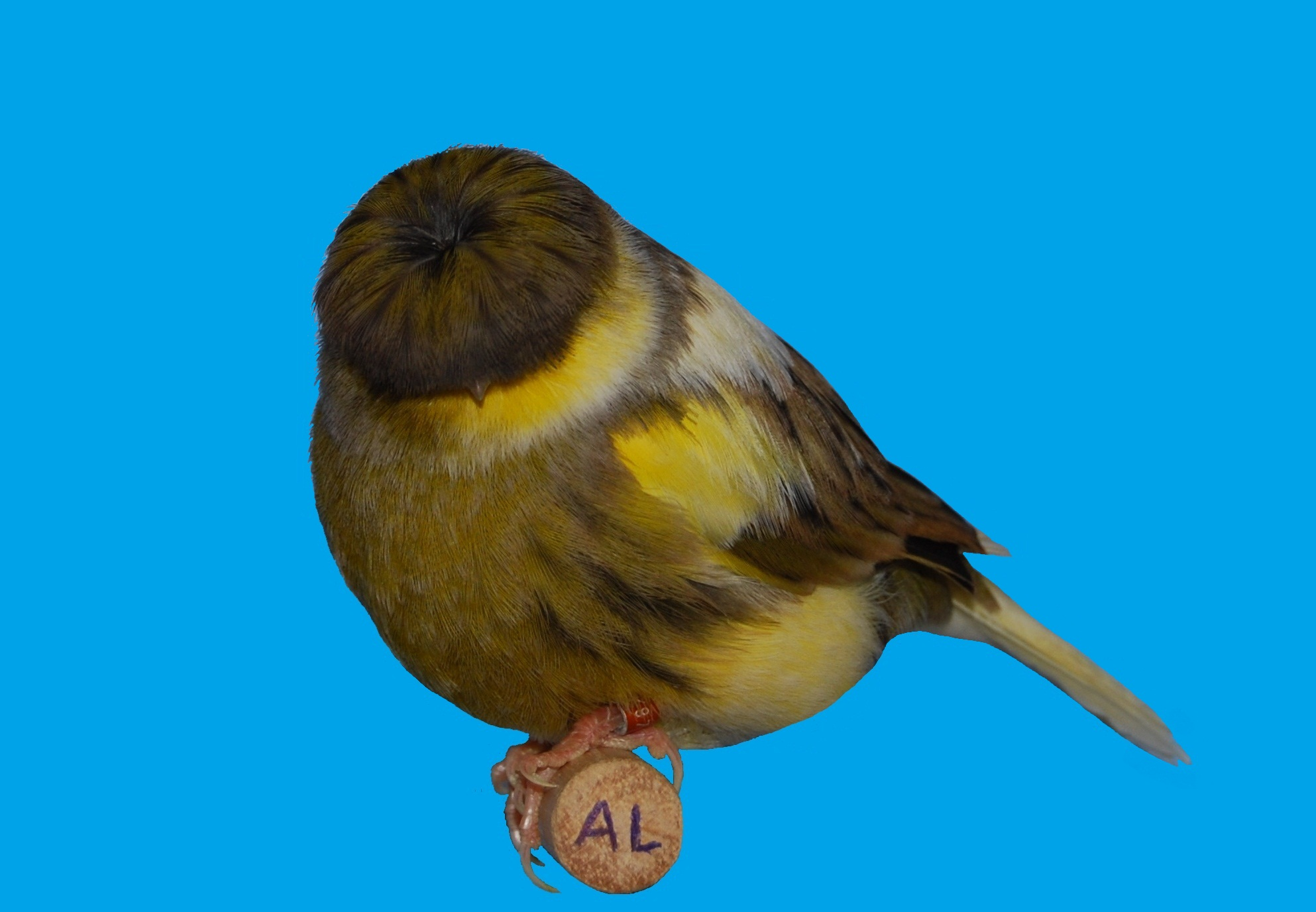
Gloster Corona

De Gloster Corona is een van de minder bekende soorten omdat niet veel mensen deze natuurlijk vinden overkomen. Een corona oftewel kuif is eigenlijk een centraal punt op de kop waaruit de veren groeien in plaats van een normaal bevederde kop. Deze groeien in een cirkel uit elkaar en lijkt daarom erg op een eierschaal die op de kop groeit.
Een ideale kuif is mooi rond, er groeien geen veren recht omhoog en de kuif raakt bijna het puntje aan van de snavel. De kuif kan lastig zijn voor de vogel omdat hij het zicht voor het dier kan belemmeren.

## TT-voorwaarden
Voor een tentoonstelling hebben postuurkanariekeurmeesters bepaalde voorwaarden waar een vogel aan moet voldoen om het ideale plaatje te vormen. Deze zijn als volgt bepaald:

### Kuif Corona/Kop consort
- 20 punten
- Bij de Corona een regelmatig gevormde en centraal geplaatste kuif.
- De kuifveren niet onderbroken en in een mooie welving afhangend tot juist boven de ogen.
- In de nek moet de kuif goed aansluiten bij de nekbevedering. Het middelpunt moet zo klein mogelijk en centraal geplaatst zijn.
- Bij de consort een brede en ronde kop, rond vanaf elk punt gezien, met een goede welving naar het middelpunt van de schedel.
- De ogen in het midden geplaatst, in lijn met de korte kegelvormige snavel.
- Duidelijke wenkbrauwen tonend.

### Lichaam
- 20 punten
- De rug goed gevuld, zeer licht gewelfd.
- Hals kort en dik.
- De borst breed en goed afgerond.
- Het lichaam moet rond, kort en gedrongen zijn.
- De vleugels goed aangesloten tegen het lichaam, niet te lang, samenkomend op de bovenstaart dekveren.
- Dikte van de borst goed door laten lopen tot onder de vogel.

### Grootte
- 15 punten
- Zo klein mogelijk (11½ cm.)

### Bevedering
- 15 punten
- Goed aangesloten bevedering.

### Houding
- 10 punten
- Half opgerichte fiere houding. Levendig gedrag.

### Staart
- 5 punten
- Staart kort en smal, goed gesloten, in het verlengde van het lichaam.

### Poten
- 5 punten
- Poten en tenen middelmatig van lengte. Poten licht gebogen, dijen niet zichtbaar.
- Teen nagels goed schoon en niet te lang

### Conditie
- 10 punten
- Gezond, zuiver en goed verzorgd.
- Met uitzondering van rood, zijn alle kleuren, inclusief bont toegestaan.
- De kleur moet gelijkmatig verdeeld, en helder zijn.

## Bonden
- ANPV Algemene Nederlandse Postuurkanarie Vereniging
- NBvV Nederlandse Bond voor Vogelliefhebbers